# László Csatáry

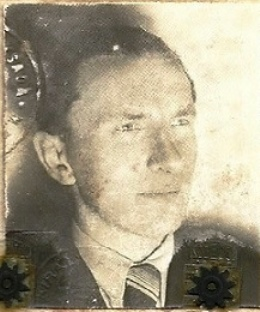
László Csatáry (1943)

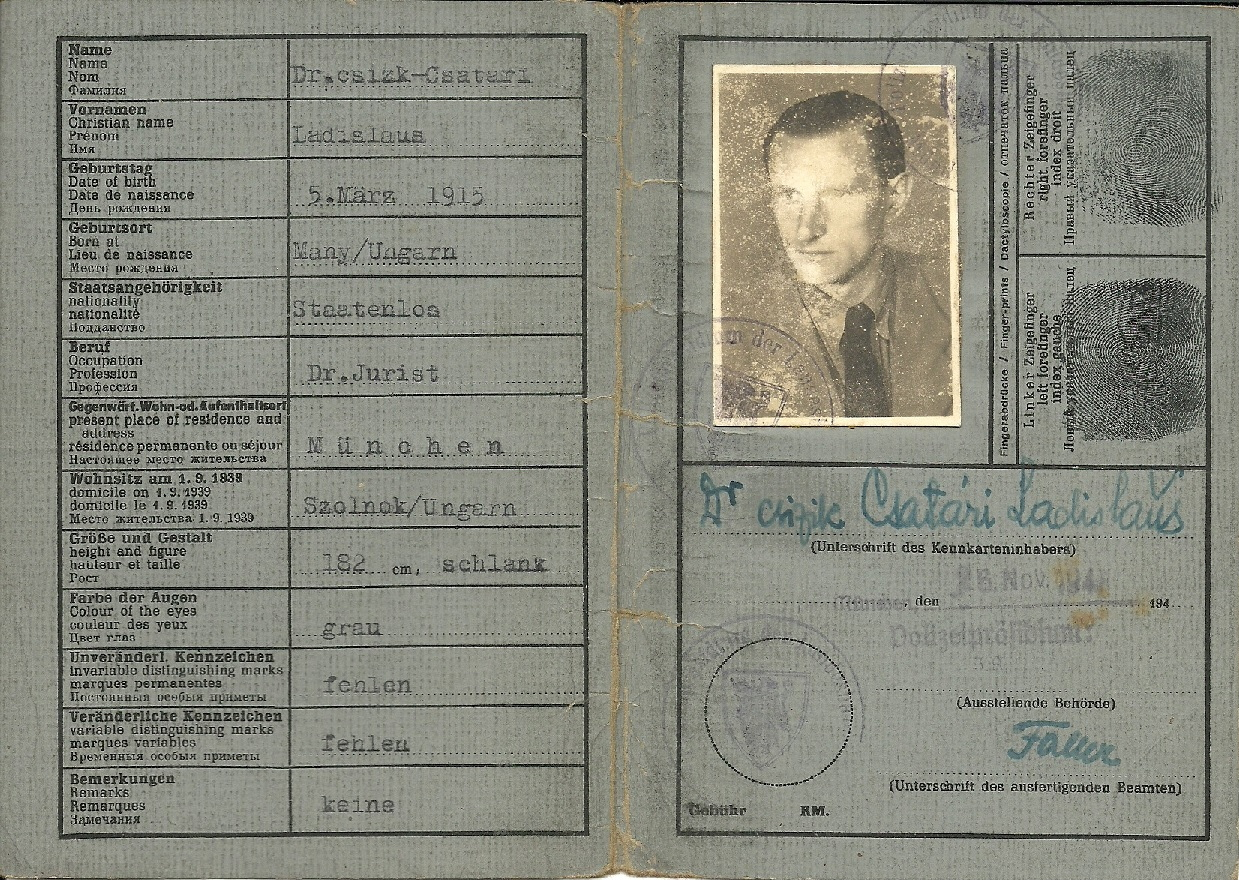
Csatárys 1948 ausgestellter deutscher Ausweis als Staatenloser

László Csatáry [ˈlaːsloː ˈtʃɒtaːri] (auch Ladislaus Czizsik-Csatáry [ˈtsiʒik ˈtʃɒtaːri]; * 4. März 1915 in Mány, Österreich-Ungarn; † 10. August 2013 in Budapest) war ein ungarischer Polizeioffizier und 1948 in der Tschechoslowakei in Abwesenheit zum Tode verurteilter NS-Kriegsverbrecher. Im Jahre 2012 setzte das Simon Wiesenthal Center ihn auf Platz eins seiner Liste der meistgesuchten NS-Kriegsverbrecher. Im Juli 2012 wurde er in Ungarn aufgespürt und verhaftet.

## Leben
Csatáry war Polizist und während des Zweiten Weltkriegs 1941 in Kecskemét, 1942 in Subotica und ab 1943 in Kassa eingesetzt.
Im April 1944 war Csatáry als Kommandant der Königlichen Ungarischen Gendarmerie in Kaschau (slowakisch: Košice, ungarisch: Kassa) für das in einer Ziegelfabrik eingerichtete Ghetto zuständig, in das die Juden aus den ländlichen Regionen des Komitats Abaúj-Torna gewaltsam verschleppt wurden. Kassa ist eine Stadt in der Ostslowakei nahe der Grenze zu Ungarn und gehörte vor 1918 und seit dem Ersten Wiener Schiedsspruch 1938 wieder zu Ungarn. Die Ghettoisierung der Juden der Stadt Kassa und der Region wurde unter dem Befehl des Bürgermeisters von Kassa, Sándor Pohl, von dem Polizeichef Györgyi Horváth und dessen Stellvertreter Csatáry durchgeführt. Csatáry wird als willfähriger Helfer Adolf Eichmanns für die Deportation von 15.700 Juden nach Auschwitz verantwortlich gemacht. Nach der militärischen Besetzung Ungarns durch deutsche Truppen hatte das Eichmann-Kommando mit Unterstützung der ungarischen Verwaltung und Gendarmerie unter der Regierung von Döme Sztójay und dem Staatsoberhaupt und Reichsverweser Miklós Horthy ab April 1944 über 400.000 Juden in der ungarischen Provinz ghettoisiert und in deutsche Konzentrationslager deportiert.
1948 wurde Csatáry in der Tschechoslowakei von einem Kriegsgericht in Abwesenheit zum Tode verurteilt. Die Tschechoslowakei schaffte 1990 die Todesstrafe ab, was von den Nachfolgestaaten Tschechien und Slowakei übernommen wurde.
Csatáry floh 1949 mit einem jugoslawischen Pass nach Kanada, wo er sich in Montreal als Kunsthändler betätigte. 1955 wurde er eingebürgert. 1997 wurde ihm die Staatsbürgerschaft wieder entzogen, da er in seinem Antrag auf Einbürgerung falsche Angaben gemacht hatte. Daraufhin verließ er das Land, und es wurde ein Einreiseverbot gegen Csatáry verhängt. Im Juli 2012 berichtete die britische Tageszeitung Sun, dass er in Budapest aufgespürt worden sei. Am 18. Juli 2012 wurde Csatáry in Budapest verhaftet und zunächst unter Hausarrest gestellt, da keine Fluchtgefahr bestand. Am 18. Juni 2013 erhob die ungarische Justiz Anklage wegen Beihilfe zur Tötung Tausender Juden im Zweiten Weltkrieg.
Csatáry stand auf der Suchliste der Operation Last Chance des Simon Wiesenthal Centers und der Targum Shlishi Foundation.